# Férfi diszkoszvetés az 1896. évi nyári olimpiai játékokon
A férfi diszkoszvetés egyike volt a 2 dobóversenynek az olimpiai programban. Ez volt a negyedik sportesemény április 6-án. A legtöbb versenyző még sosem dobott diszkosszal ezelőtt, minthogy ez volt az első nemzetközi diszkoszvető verseny. Az amerikai Robert Garrett utolsó külföldiként dobott és utolsó dobásakor letaszította az első helyről a hazaiak üdvöskéjét Panajótisz Paraszkevópuloszt. A bronzérmet a szintén görög Szotíriosz Verszísz szerezte meg.

## Rekordok
A Nemzetközi Atlétikai Szövetség 1912 óta tartja nyilván a hivatalos világrekordot, és mivel ez volt az első olimpia, ezért olimpiai rekord sem létezett ez előtt. Ezáltal az ezen a versenyen az első dobó eredménye számít ebben a versenyszámban az első hivatalos olimpiai rekordnak, azonban jelenleg nem áll rendelkezésre olyan adat, ami szerint meg lehet állapítani, hogy milyen sorrendben dobtak a versenyzők.
Az alábbi táblázat tartalmazza a verseny során elért ismert olimpiai rekordokat:
| Dátum      | Esemény | Versenyző            | Eredmény | OR |
| ---------- | ------- | -------------------- | -------- | -- |
| április 6. | Döntő   | Robert Garrett (USA) | 29,15 m  | OR |

## Eredmények
| Helyezés | Versenyző                         | Eredmény   | 1.         | 2.         | 3.         | 4.         | 5.         |
| -------- | --------------------------------- | ---------- | ---------- | ---------- | ---------- | ---------- | ---------- |
| Arany    | Robert Garrett (USA)              | 29,15 m    | 27,53 m    | X          | nincs adat | 28,72 m    | 29,15 m    |
| Ezüst    | Panajótisz Paraszkevópulosz (GRE) | 28,95 m    | 28,51 m    | nincs adat | nincs adat | 28,88 m    | 28,95 m    |
| Bronz    | Szotíriosz Verszísz (GRE)         | 27,78 m    | nincs adat | nincs adat | nincs adat | nincs adat | nincs adat |
| 4.       | George S. Robertson (GBR)         | 25,20 m    | nincs adat | nincs adat | nincs adat | nem dobott | nem dobott |
| 5-9.     | Alphonse Grisel (FRA)             | nincs adat | nincs adat | nincs adat | nincs adat | nem dobott | nem dobott |
| 5-9.     | Viggo Jensen (DEN)                | nincs adat | nincs adat | nincs adat | nincs adat | nem dobott | nem dobott |
| 5-9.     | Holger Nielsen (DEN)              | nincs adat | nincs adat | nincs adat | nincs adat | nem dobott | nem dobott |
| 5-9.     | Jórgosz Papaszidérisz (GRE)       | nincs adat | nincs adat | nincs adat | nincs adat | nem dobott | nem dobott |
| 5-9.     | Henrik Sjöberg (SWE)              | nincs adat | nincs adat | nincs adat | nincs adat | nem dobott | nem dobott |

Az ötödik és kilencedik hely közötti pontos sorrend nem ismert.

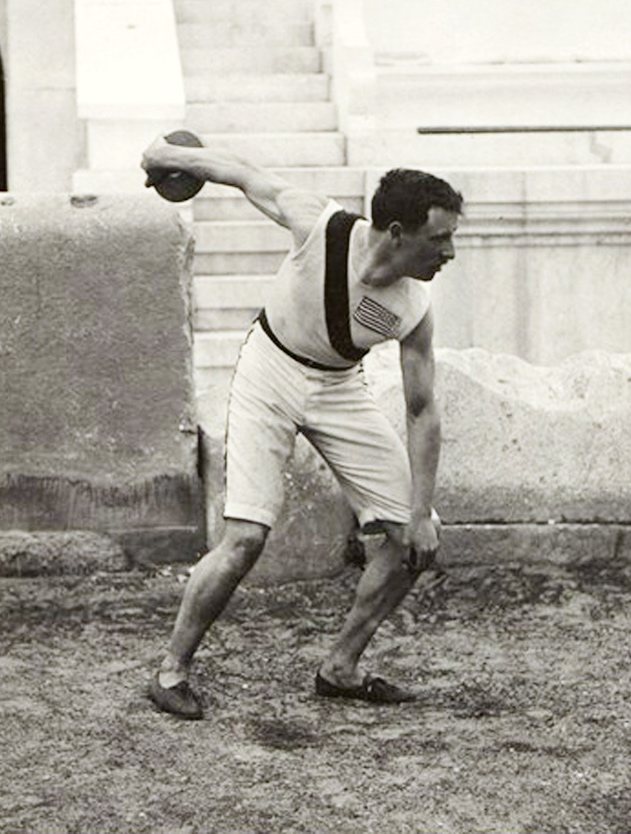
Robert Garrett diszkoszvetés közben